# アディルソン・シプリアーノ・ダ・クルス
ネブル（Neblú）こと、アディルソン・シプリアーノ・ダ・クルス（Adilson Cipriano da Cruz 、1993年12月16日 - ）は、アンゴラ・ルアンダ出身のプロサッカー選手。プリメイロ・デ・アゴスト所属。ポジションは、ゴールキーパー。